# رون بورتون
رون بورتون (بالإنجليزية: Ron Burton)‏ هو لاعب كرة قدم أمريكية أمريكي، ولد في 25 يوليو 1936 في سبرينغفيلد في الولايات المتحدة، وتوفي في 13 سبتمبر 2003 في فرامينغهام في الولايات المتحدة.

## وصلات خارجية
- رون بورتون على موقع مرجع كرة القدم المحترفة.كوم (الإنجليزية)
- رون بورتون على موقع إن إن دي بي (الإنجليزية)